# Вимивання (педологія)
У педології, вимива́ння — це видалення розчинних матеріалів з однієї зони ґрунту в іншу рухом води в профілі. Це механізм ґрунтоутворення, відмінний від ґрунтоутворювального процесу елюції, який полягає у втраті мінеральних та органічних колоїдів. Вимиті та елюйовані матеріали зазвичай втрачаються з надґрунту та відкладаються в підґрунті. Ґрунтовий горизонт, що накопичує вимиті та елюйовані матеріали, називається зоною ілювіації.
Прикладом цього процесу є латеритний ґрунт, який розвивається в регіонах з високою температурою та сильними опадами.